# Salima Aït Mohamed
Salima Aït Mohamed (en kabyle: Salima At Muḥend, en tifinagh: ⵙⴰⵍⵉⵎⴰ ⴰⵜ ⵎⵓⵃⵏⴷ), née le 30 avril 1969 à Iboudraren en Haute Kabylie, est une journaliste, écrivaine, poètesse, conférencière et calligraphe algérienne kabyle.

## Biographie

### Enfance et formation
Elle est née le 30 avril 1969 à Iboudraren, en Kabylie.
Elle grandit à Alger ; elle quitte son pays en 1994 à la suite d'une vague d'attentats terroristes dont est victime son collègue et ami Tahar Djaout, et s'installe dès cette date dans le sud de la France.

### Carrière
Son œuvre poétique est marquée par la douleur de l'exil.
Militante engagée dans le combat de la liberté d'expression et des droits universels, elle s'est spécialisée dans la question de la laïcité et de la tolérance. Son écriture est traversée par les inquiétudes de sa culture d'origine, kabyle, quant à sa survivance et par l'actualité des cultures méditerranéennes anciennes, menacées de disparaître.
Salima Aït-Mohamed est auteure d'écrits  de poésie, de contes, nouvelles et chroniques.
Elle produit de la calligraphie tamazight. Avec les caractères du tifinagh, une des plus anciennes écritures de l'humanité, elle tente de contribuer à la sauvegarde de ce patrimoine,. Ses calligraphies font l'objet de quelques expositions.

## Ouvrages
- « Alger, triste soir », poésie, préface de Nabil Farès, Ed. Autres Temps, mai 1996[8].
- « La cuisine égyptienne des pharaons à nos jours », Ed. Autres Temps, avril 1997, réédition en octobre 1998 et mai 2006.
- « Contes merveilleux de la Méditerranée », Ed. Autres Temps, mars 1998[9].
- « Contes magiques de Haute-Kabylie », Ed. Autres Temps, mai 1999, réédition en mars 2000[10].
- « Poésie grecque contemporaine, des iles et des muses », Ed. Autres Temps, mai 2000.
- « D'Alger et d'amour », poésie, Ed. Autres Temps, février 2001[9].
- 100 Mots pour se Comprendre, Contre le Racisme et l'Antisémitisme, Ed Du bord de l'Eau, septembre 2014
- Contes Magiques de Haute Kabylie, réédition Sefraber, décembre 2014
- Comprendre la laïcité aujourd’hui, Salima Aït-Mohamed, Sarah Bernaud-Meyer, Ophélie Desmons, Bernard Jolibert, Aurélien Liarte et André Tosel, Editions Ovadia, mai 2017
- Salima Coolen, Contes magiques de Haute-Kabylie, Edition indépendante, 2022, 190 p. (ISBN 979-8357424013, présentation en ligne)
- Salima Aït-Mohamed Coolen et Anaïs Aït-Mohamed Coolen, Ciels étoilés, éclats de vérités, Publication indépendante, 2023, 90 p. (ISBN 979-8372166912, présentation en ligne).

## Expositions
- Expositions individuelles : Vitrolles 2012[11] ; Aix-en- Provence 2012, 2015[12], Cannes 2012[13],[6].
- Expositions collectives : Cavaillon 2013 ; Aix-en-Provence 2013, 2014 ; Avignon 2014[6].